# Gleiwitz I
Gleiwitz I – niemiecki nazistowski podobóz Auschwitz-Birkenau, zlokalizowany w Gliwicach.
Obóz, założony jako pierwszy na terenie Gliwic z inicjatywy komendanta KL Auschwitz Rudolfa Hössa, powstał na terenie warsztatów naprawczych Taboru Kolejowego Rzeszy. Pierwszy transport trafił tam w marcu 1944, byli to więźniowie z obozu Monowitz. Ich zadaniem była budowa nowego podobozu (baraków dla więźniów i ogrodzenia). Pierwszymi więźniami w Gleiwitz I byli wykwalifikowani robotnicy (Polacy, Węgrzy i Ukraińcy), później w obozie zaczęli dominować Żydzi, których największy transport (ok. 2 tys. więźniów) przybył w maju 1944. W czasie istnienia podobozu średnio przebywało w nim nawet 1300 więźniów.
Więźniowie podobozu pracowali przez dwie 12-godzinne zmiany, głównie przy remontach wagonów kolejowych i lokomotyw, przy budowie drogi oraz pobliskiego lotniska. Jeżeli dla kogoś zabrakło zajęcia, wykonywał on tzw. Steinetragen – przenosił kamienie z hałdy do obozu i z powrotem. W obozie panowała wysoka śmiertelność. Co jakiś czas przeprowadzano selekcję – niezdolnych więźniów wywożono do komór gazowych w Birkenau. Wiele egzekucji przeprowadzał sam komendant obozu Otto Moll. Przez pewien czas nie zarządzał on obozem, został oddelegowany do nadzorowania akcji masowej eksterminacji Żydów węgierskich (Ungarn-Aktion).
W nocy z 18 na 19 stycznia 1945 nastąpiła ewakuacja więźniów. Tuż przed nią przeprowadzono selekcję, po której 100 więźniów niezdolnych do marszu rozstrzelano. Następnie pozostałych poprowadzono pieszo do obozu Blechhammer. W pozostałych po obozie barakach przetrzymano więźniów z innych obozów, których później przewieziono do KL Groß-Rosen, KL Buchenwald i KL Sachsenhausen.
Do dzisiejszych czasów po podobozie zachowały się budynki, w których mieszkali więźniowie. Na ścianie budynku Zakładów Doświadczalnych Instytutu Spawalniczego, przy ulicy Przewozowej, w 1979 roku umieszczono tablicę upamiętniającą obóz.